# اسنوور (میشیگان)
اسنوور (به انگلیسی: Snover) یک منطقهٔ مسکونی در ایالات متحده آمریکا است که در Moore Township واقع شده‌است. اسنوور ۴۴۸ نفر جمعیت دارد و ۲۳۵٫۹۲ متر بالاتر از سطح دریا واقع شده‌است.